# Tapinoma carininotum
Tapinoma carininotum är en myrart som beskrevs av Weber 1943. Tapinoma carininotum ingår i släktet Tapinoma och familjen myror. Inga underarter finns listade i Catalogue of Life.